# 貝克 (阿拉巴馬州)
貝克（英語：Beck）是一個位於美國阿拉巴馬州卡溫頓縣的非建制地區。該地的面積和人口皆未知。

## 地理
貝克的座標為31°15′23″N 86°35′05″W / 31.25638°N 86.58472°W，而該地最高點為海拔高度46米（即151英尺）。